# Escabino
O cargo de escabino, em diferentes épocas e lugares, assumiu diversos significados:
- Em Paris, no século XVII, o termo "escabino" designava um magistrado. No Antigo Regime, o preboste dos comerciantes - chefe da municipalidade parisiense e responsável pelo abastecimento da cidade, pelas obras públicas, pelo recolhimento de impostos e pelo controle do comércio fluvial - era auxiliado por quatro escabinos.
- Em Lyon e Marseille, o escabino correspondia ao atual conselheiro municipal
- Na Bélgica e no Luxemburgo, na atualidade, os escabinos são membros eleitos do órgão colegiado representativo de um município, tendo funções legislativas e também executivas, pois atuam como auxiliares do burgomestre.